# .30 Thompson Center
El .30 Thompson Center (7,62 × 48 mm), designado como el 30 THOMPSON CENTER por SAAMI, 30 TC por el CIP, es un cartucho de fuego central para rifle, desarrollado por Hornady para la firma Thompson Center Arms, con la intención de ofrecer una alternativa con rendimiento similar al venerable .30-06 Springfield en un cartucho de longitud similar al de un . 308 Winchester .
Ofrecido inicialmente en rifles de cerrojo en el año 2007, el .30 TC logró su objetivo, pero la aceptación por parte del consumidor fue baja y la ronda ha mantenido ventas marginales.
Sin embargo, el .30 TC logro cierta fama al ser utilizado para desarrollar el cartucho de tiro deportivo 6.5 Creedmoor logrado mediante la reducción del cuello del casquillo del .30 TC.

## Visión general
El concepto del .30TC parte de la premisa de la mayor eficiencia de deflagración de pólvora en casquillos cortos y anchos, con respecto a los delgados y largos.
El .30 TC (0,308 in (7,8 mm) x 1,920 in (48,8 mm) un cartucho no-magnum ligeramente más ancho y corto que el .308 Winchester y el .30-06 Springfield el cual logra una velocidad de salida similar a la del .30-06.
Si bien los tres cartuchos pesan aproximadamente lo mismo, el .30 TC genera menos retroceso. La longitud de la casquillo del .30 TC es de 1,92 pulgadas. Aunque es un poco más corto que el .308 WIN, el .30 TC dispara una bala SST de 150 granos casi 200 pies por segundo más rápido. Según Hornady, el .30 TC también impulsa el SST de 150 granos más rápido que el .30-06 Sprinfield con un castillo de longitud de 2.494"
Según los manuales de Hornady se carga con balas SST de 165 granos, el .30 TC tiene una ventaja de 50 fps sobre el .30-06, que tiene una velocidad de 2850 pies por segundo.